# Granito
Il granito è una delle rocce più abbondanti sulla superficie terrestre; si tratta di una roccia ignea intrusiva felsica, formata per la maggior parte da feldspati, quarzo e miche. La tessitura è faneritica ipidiomorfa, da equigranulare a porfirica. La grana va da media (> 1 mm) a grossolana e occasionalmente può presentare megacristalli. Il colore è molto variabile e legato principalmente al colore del feldspato potassico e al contenuto dei minerali femici: bianco, giallo, rosa, rosso, bruno e verde.

## Etimologia
Il suo nome deriva dal latino granum (a grani), con chiaro riferimento alla sua tessitura granulare o faneritica. L'origine del nome viene attribuita a Andrea Cesalpino, filosofo, botanico e professore universitario (1520–1603)
.

## Caratteristiche fisico-mineralogiche

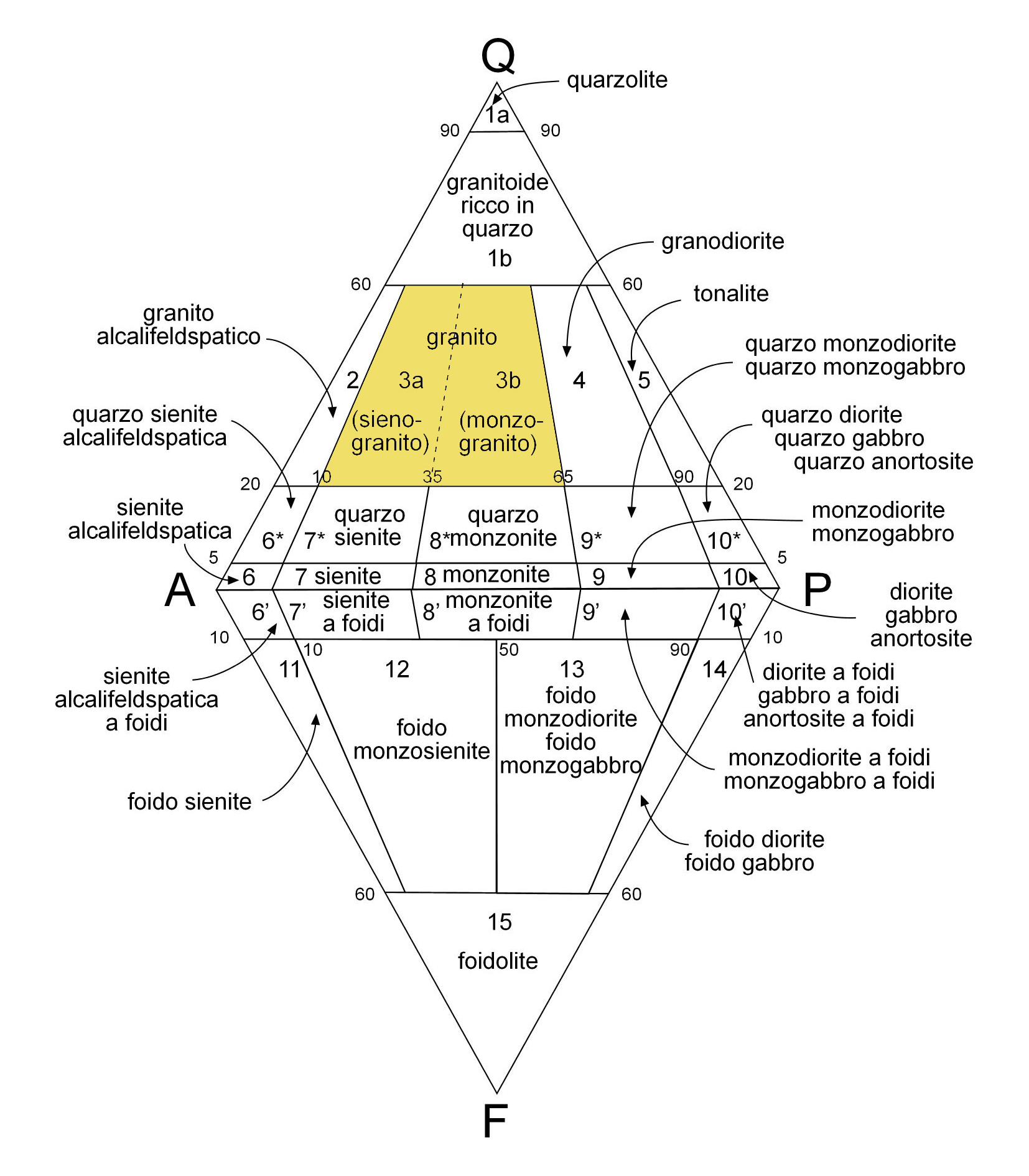
Posizione del granito s.s. nel doppio triangolo QAPF

Il granito è classificato tramite il diagramma QAPF, nel quale si colloca nel campo 3 delle rocce sovrassature (triangolo superiore), ossia con contenuti di quarzo compresi tra il 20 e il 60%. Gli altri minerali fondamentali presenti sono i feldspati alcalini (ortoclasio, microclino  e albite), il plagioclasio non albitico (oligoclasio-andesina)) e le miche: biotite e in alcuni tipi di granito muscovite. Il plagioclasio deve essere compreso tra il 10 e il 65% del volume totale dei feldspati. Alcuni graniti possono contenere in quantità apprezzabili anche orneblenda e/o orto- e/o clino-pirosseno. Molti i minerali in quantità accessorie che il granito può contenere: tra i più comuni cordierite, granato, apatite, titanite, zircone, allanite e magnetite.

La densità media del granito è di 2750 kg/m3 con un range che va da 1740 kg/m3 a 2800 kg/m3.

## Varietà
Una prima distinzione può essere fatta in base al rapporto tra feldspati alcalini e plagioclasio. Se sono in proporzioni circa uguali (plagioclasio tra il 35 e il 65% del volume totale dei feldspati) si parla di monzograniti, se prevalgono i feldspati alcalini (plagioclasio tra il 10 e il 35% del volume totale dei feldspati) si parla di sienograniti. Se il plagioclasio è quasi interamente albite il granito prende il nome di granito sodico, se nella roccia è presente anche pirosseno rombico la roccia prende il nome di granito charnockitico. Un'ulteriore varietà di granito è il leucogranito, nel quale i minerali femici sono estremamente ridotti.

## Composizione chimica e norma
|       | % in peso |
| ----- | --------- |
| SiO2  | 71,84     |
| TiO2  | 0,31      |
| Al2O3 | 14,43     |
| Fe2O3 | 1,22      |
| FeO   | 1,65      |
| MnO   | 0,05      |
| MgO   | 0,72      |
| CaO   | 1,85      |
| Na2O  | 3,71      |
| K2O   | 4,10      |
| P2O5  | 0,12      |

|            | % in peso |
| ---------- | --------- |
| Quarzo     | 29,06     |
| Corindone  | 0.92      |
| Ortoclasio | 24,50     |
| Albite     | 31,13     |
| Anortite   | 8,04      |
| Iperstene  | 2,06      |
| Magnetite  | 2,14      |
| Ilmenite   | 0,54      |
| Apatite    | 0,28      |

La percentuale di SiO2 si riferisce a tutti gli ossidi di silicio presenti (quindi anche quelli presenti nei silicati) e non soltanto al quarzo.

## Classificazione
Il granito è una roccia ignea intrusiva, si è quindi formato a seguito della lenta solidificazione di un magma che si è intruso a profondità comprese tra 1,5 e 50 km. Il processo di formazione del granito è comunque tuttora in fase di dibattito ed ha generato varie ipotesi e classificazioni dei graniti.

### Classificazione alfabetica
La classificazione alfabetica, basata sulla composizione chimica e mineralogica come chiave di interpretazione per la loro origine, distingue i graniti (ma anche granodioriti e tonaliti) in:
- Graniti Tipo A: "A" sta per anorogenici. Sono moderatamente alcalini, con valori bassi di CaO e Al2O3 e alti di Fe / (Fe+Mg), e K2O / Na2O. Il plagioclasio è subordinato al K-feldspato, la biotite è ricca in Fe e talvolta sono presenti anfiboli alcalini. Si trovano tipicamente in zone di rift e all'interno di placche continentali stabili e derivano dall'interazione di un hot spot con la parte inferiore della crosta[3];
- Graniti Tipo C: "C" sta per charnockiti. Sono graniti con aspetto charnockitico, cioè generale assenza di orneblenda, ortopirosseno derivato da inversione di fase di pigeonite, eccezionalmente con feldspato alcalino calcico e plagioclasio potassico. Si distinguono per la quantità più elevata di K2O, TiO2, P2O5 e di elementi litofili a grandi ioni (LILE) e più bassa di CaO a un dato livello di SiO2 rispetto alle charnockiti metamorfiche e ai graniti tipo I, S e A[4];
- Graniti Tipo I: derivano da fusione di rocce ignee (I), quindi sono metalluminosi [Al2O3 < (CaO + Na2O + K2O) ma Al2O3 > (Na2O + K2O)] o alluminosaturi [Al2O3 = (Na2O + K2O)]. Presentano quarzo e quantità variabili di K-feldspato e plagioclasio, orneblenda e biotite. La muscovite è assente[5];
- Graniti Tipo M: "M" sta per mantello. Termine generale per rocce granitiche presenti in alcuni margini continentali e che hanno la composizione chimica e isotopica delle rocce vulcaniche di arco insulare. Si presume derivino da fusione parziale della crosta oceanica subdotta[6];
- Graniti Tipo S: derivano da fusione di rocce crostali sedimentarie (S) o metamorfiche (peliti e metapeliti), per cui sono peralluminosi [Al2O3 > (CaO + Na2O + K2O)]. Sono caratterizzati dalla presenza di muscovite, silicati di Al, granato e/o cordierite. L'orneblenda è rara o assente[5].

### Classificazione di Pitcher
La classificazione di Pitcher (1979) distingue due tipi di associazioni granitiche: l'ercinotipa e l'andinotipa. Ulteriori studi hanno portato a definire tre classi di graniti:
- I-cordigliera o Andinotipi, rappresentati dai graniti delle Ande, caratterizzato da plutonismo di lunga durata, hanno origini calcalcaline;
- I-caledoniani, provengono da plutonismo breve e intenso;
- 'S-ercinotipi, provengono da plutonismo breve e intenso ma si distinguono per l'abbondante presenza di muscovite, minerale presente a causa del loro protolito sedimentario.

### Classificazione di Pearce
La classificazione di J.A. Pearce (1984) tiene conto della concentrazione degli elementi in tracce. Gli elementi in tracce non influiscono sulle proprietà fisiche del sistema, ma la loro abbondanza è determinata dal loro ripartirsi tra le varie fasi in equilibrio, pertanto sono dei traccianti dei processi di fusioni e cristallizzazione. Si distinguono 4 tipi di formazioni tettoniche in base al contenuto in ppm di Rb, Y, Nb, Ta, Yb:

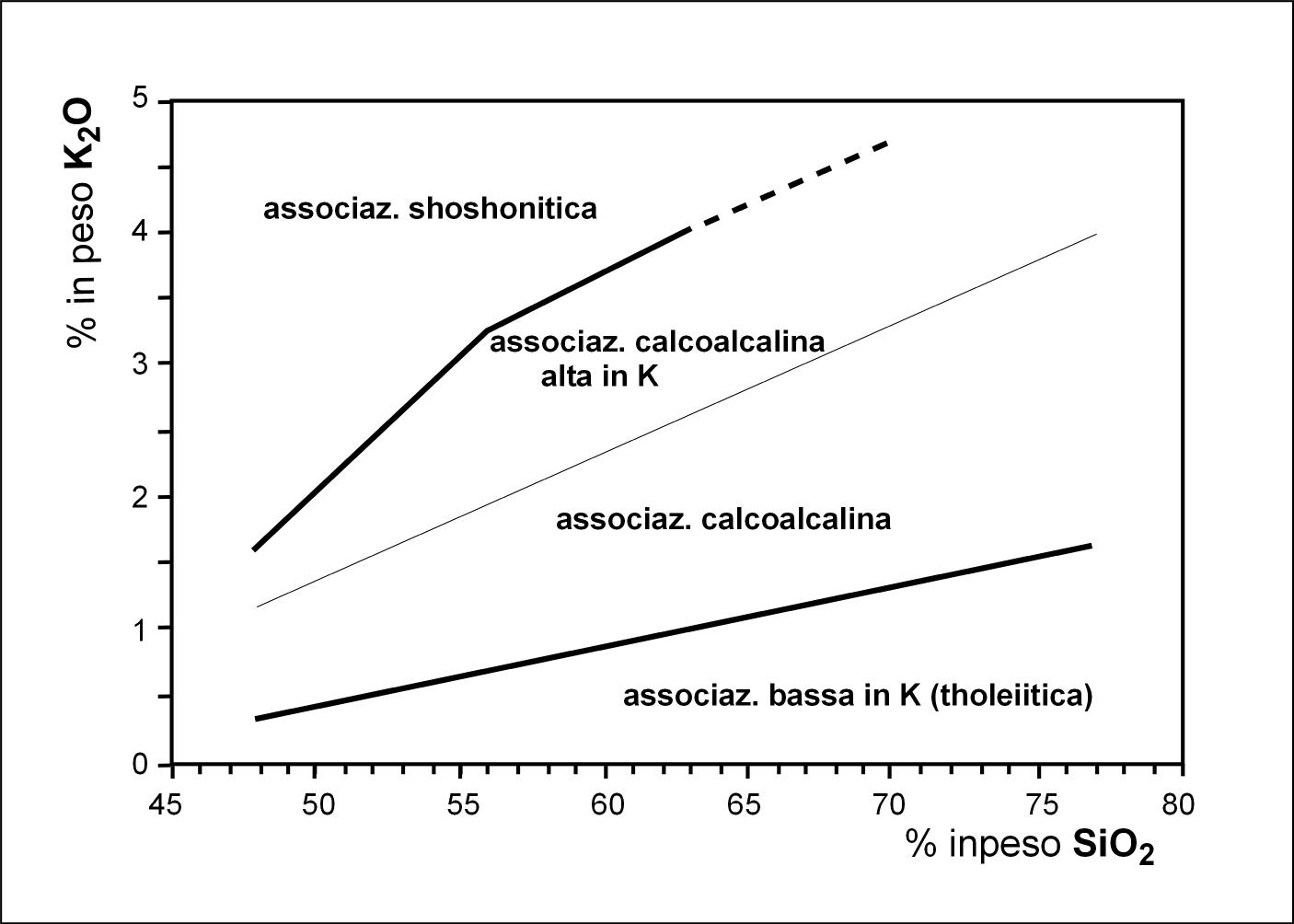
Fig. 1. Associazioni magmatiche sulla base del rapporto in peso SiO_{2}-K_{2}O

- Graniti di arco vulcanico o VAG, (volcanic-arc granite): possono trovarsi sia in ambiente oceanico che continentale. Nel primo caso includono rocce della serie tholeiitica e calcoalcalina (più frequenti, fig.1), nel secondo appartengono alle serie calcoalcalina, calcoalcalina alta in potassio e shoshonitica e costituiscono gli estesi batoliti compositi delle cordigliere occidentali nord- e sud-americane;
- Graniti collisionali o COLG, (collisional granite): possono essere tettonicamente suddivisi in base al tipo di collisione in cui sono coinvolti (arco-arco, arco-continente, continente-continente) e alle relazioni temporali con i principali eventi deformativi (sin-tettonici e post-tettonici). I graniti sin-tettonici sono peralluminosi, contengono muscovite e presentano molte similitudini con i graniti tipo S; quelli post-tettonici contengono di norma biotite ± orneblenda, appartengono alla serie calcoalcalina e sono da metalluminosi a leggermente peralluminosi. presentano molte delle caratteristiche dei graniti tipo I, ma possono anche appartenere ai tipi S e A;
- Graniti interni a placche o WPG (withing-plate granite): sono tettonicamente suddivisi in base al tipo di crosta nella quale furono intrusi e in larga parte coincidono con i graniti tipo A della classificazione alfabetica;
- Graniti di dorsale oceanica o ORG (ocean-ridge granite): osservati raramente sui fondali oceanici; molte delle conoscenze su questi graniti derivano dallo studio dei complessi ofiolitici, dove formano piccoli corpi localizzati al tetto di unità magmatiche.

## Origine

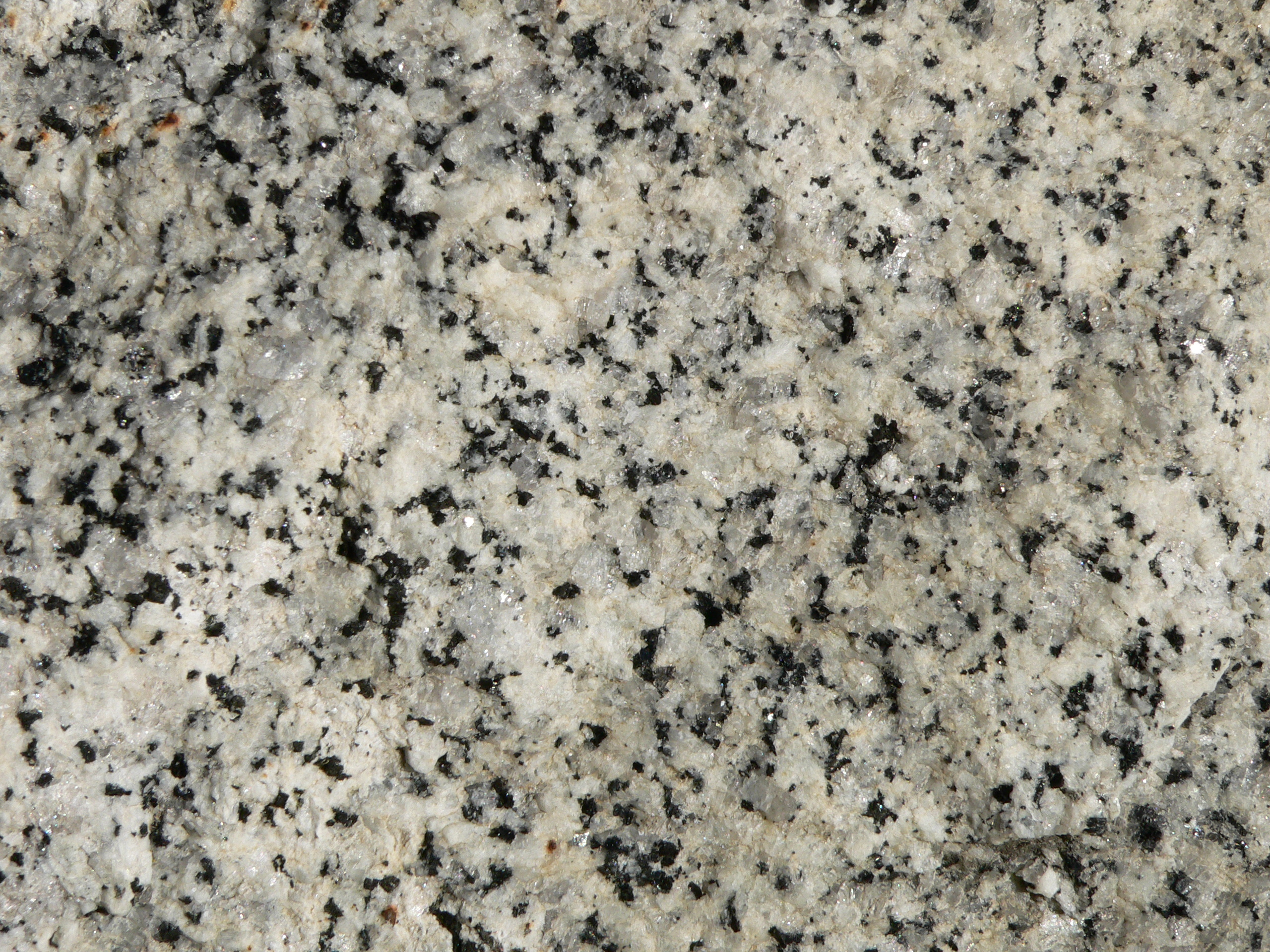
Particolare di un granito proveniente dallo Yosemite

L'origine del granito è stata per molti decenni fonte di controversie e accese discussioni. L'ipotesi attualmente più diffusa è quella della genesi per cristallizzazione frazionata. Un'ulteriore ipotesi è quella della genesi per estremo metamorfismo.

### Genesi per cristallizzazione frazionata
Secondo questa teoria la formazione del granito va attribuita al lento processo di cristallizzazione frazionata che avviene all'interno della camera magmatica. Tramite questa teoria è quindi possibile spiegare le varie associazioni di rocce che troviamo nei plutoni come vari stadi dell'evoluzione del magma. Le associazioni plutoniche si possono utilmente schematizzare in due categorie principali:
- Associazioni plutoniche calcalcaline
- Associazioni plutoniche a graniti dominanti

In entrambe le associazioni il granito è comunque un punto di arrivo dell'evoluzione, in quanto rappresenta la roccia più differenziata. Questa evoluzione del magma viene rappresentata ottimamente nel diagramma del sistema granitico, dove tramite un grafico ternario di SiO2, albite e ortoclasio si può seguire il percorso di differenziazione di un magma sovrassaturo.

### Genesi per ultrametamorfismo
Accanto alla genesi per cristallizzazione frazionata, alcuni petrologi hanno formulato l'ipotesi della genesi per ultrametamorfismo. Questa teoria spiega la formazione del granito grazie alla fusione parziale o totale, detta anatessi, di anfiboliti e granuliti.

## Risalita e messa in posto
La risalita dei magmi dalla zona di origine (generalmente l'astenosfera) verso la crosta più superficiale avviene principalmente per contrasto di densità. Il movimento del magma nell'astenosfera può quindi essere efficacemente descritto con un modello di flusso in un ambiente poroso saturato con collasso dell'ambiente attraversato (Turcotte e Ahern, 1979). Al raggiungimento della litosfera il movimento del magma cambia per il comportamento più rigido del mezzo attraversato iniziando quindi a seguire vie preferenziali.
A seconda delle caratteristiche del magma (densità, viscosità, massa e perdita di calore) l'intrusione si fermerà a diverse profondità. Si distinguono quindi epiplutoni, plutoni di altro livello, e cataplutoni ossia plutoni di crosta medio-profonda. La messa in posto può, schematicamente, avvenire in due modi:
- Intrusione forzata, sono intrusioni che esercitano una spinta sulle rocce incassanti deformandole.
- Intrusioni permesse, sono intrusioni che avanzano per collasso delle rocce soprastanti il magma.

Un tipico meccanismo di intrusione permissiva è lo stoping nel quale le rocce incassanti si frammentano al tetto e ai bordi dell'intrusione liberando spazio per la risalita. Lo stoping è chiaramente riconoscibile ai bordi del plutone per la grande presenza di xenoliti.

## Distribuzione e uso

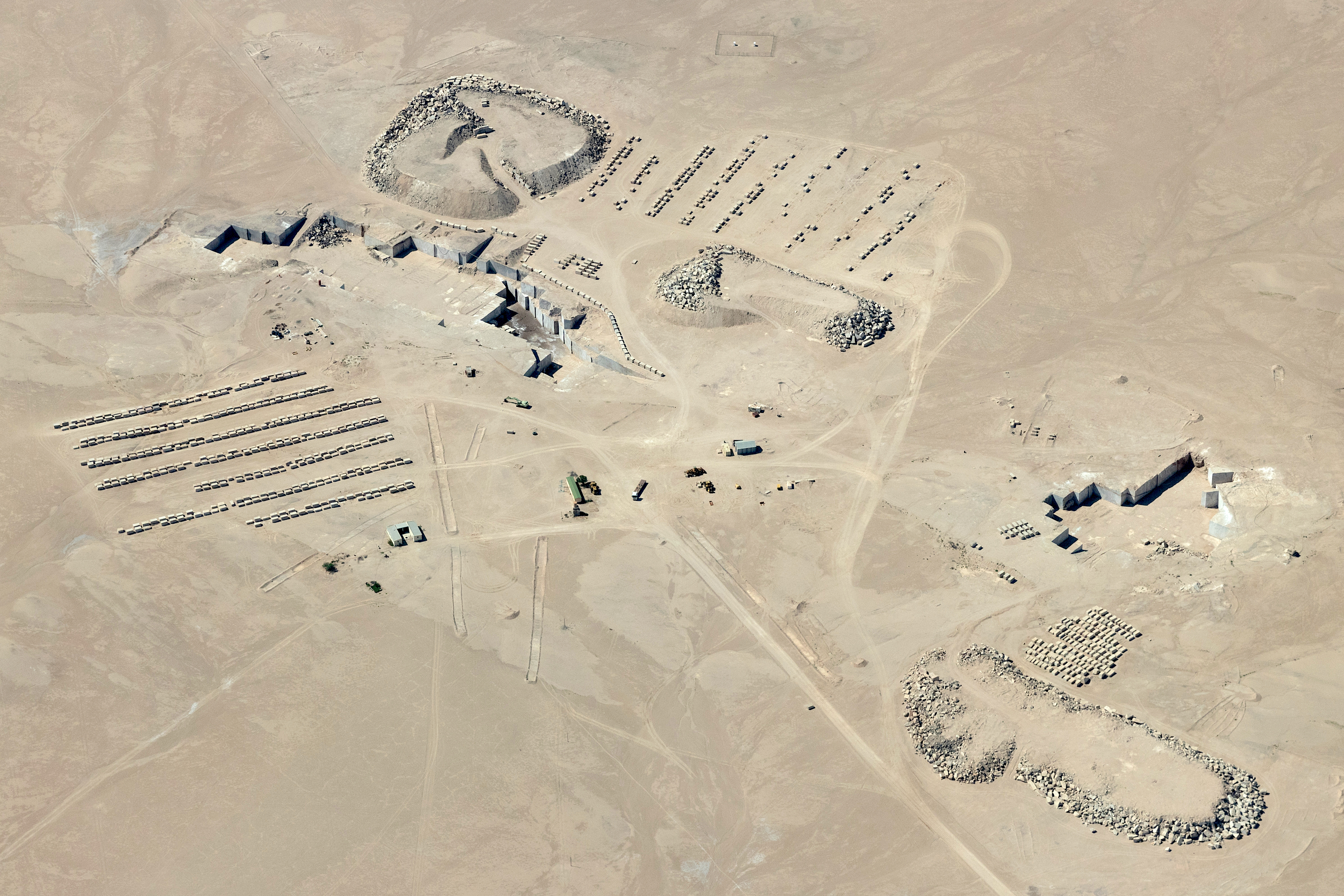
Cava di granito vicino Walvis Bay

Il granito viene spaccato solo in piccole dimensioni perché è una roccia dura, senza stratificazioni, perciò normalmente viene tagliato. Questa operazione può essere effettuata utilizzando telai tradizionali a lama e graniglia oppure utilizzando le più moderne macchine multifilo con fili diamantati.
Viene solitamente utilizzato come pietra per bordature, selciati, murature o, in piccole lastre, per pavimentazioni.

### Località di ritrovamento dei graniti in Italia

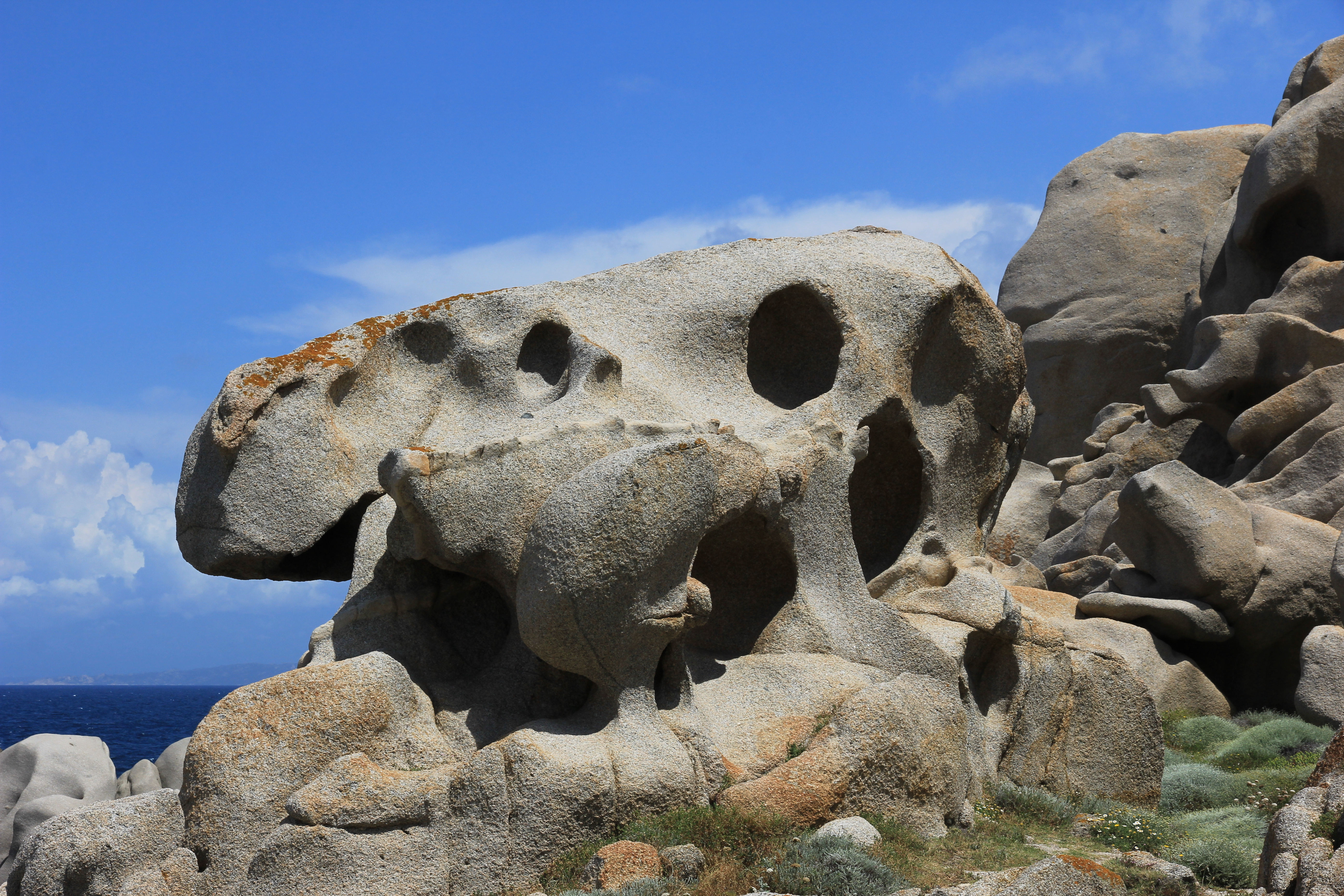
Formazioni granitiche a capo Testa, in Sardegna.

In Italia sono assai diffuse rocce granitiche, localizzate nelle Alpi, in Calabria e in Sardegna. Esse appartengono a due cicli intrusivi distinti, connessi con l'orogenesi ercinica (fine dell'era paleozoica) e con l'orogenesi alpina (nell'era terziaria) e sono spesso associate, nella medesima massa intrusiva, con rocce ignee appartenenti ad altre famiglie (sieniti, dioriti, ecc.)
Le rocce granitiche intruse durante il ciclo dell'orogenesi ercinica sono quelle affioranti su vaste aree in Sardegna e in Corsica, per lo più graniti normali, ma talvolta anfibolici o alcalini, con anfiboli sodici, e inoltre i graniti della Sila, delle Serre calabresi e dell'Aspromonte, e quelli situati prevalentemente nella parte esterna dell'arco alpino (Monte Bianco, Massiccio del San Gottardo, ecc.); spesso questi graniti ercinici mostrano tessiture gneissiche, formate per fenomeni di metamorfismo regionale avvenuti, forse a più riprese, dopo la solidificazione delle rocce.
Un'altra serie di rocce ignee acide, di tipo granitico, si è intrusa durante il ciclo dell'orogenesi alpina (Val Masino, Adamello, Vedrette di Ries, Isola d'Elba). Il granito rosa di Baveno è largamente usato come pietra da costruzione e ornamentale, analogamente al ‘‘ghiandone’’ della Val Masino, a struttura porfirica, di età terziaria. I graniti della bassa Valsesia sono invece di età ercinica. I plutoni dell'Adamello, delle Vedrette di Ries, della Cima d'Asta, di Bressanone nel Trentino-Alto Adige, tutti di età terziaria, sono costituiti in gran parte da adamelliti, granodioriti e tonaliti.

## Arrampicata

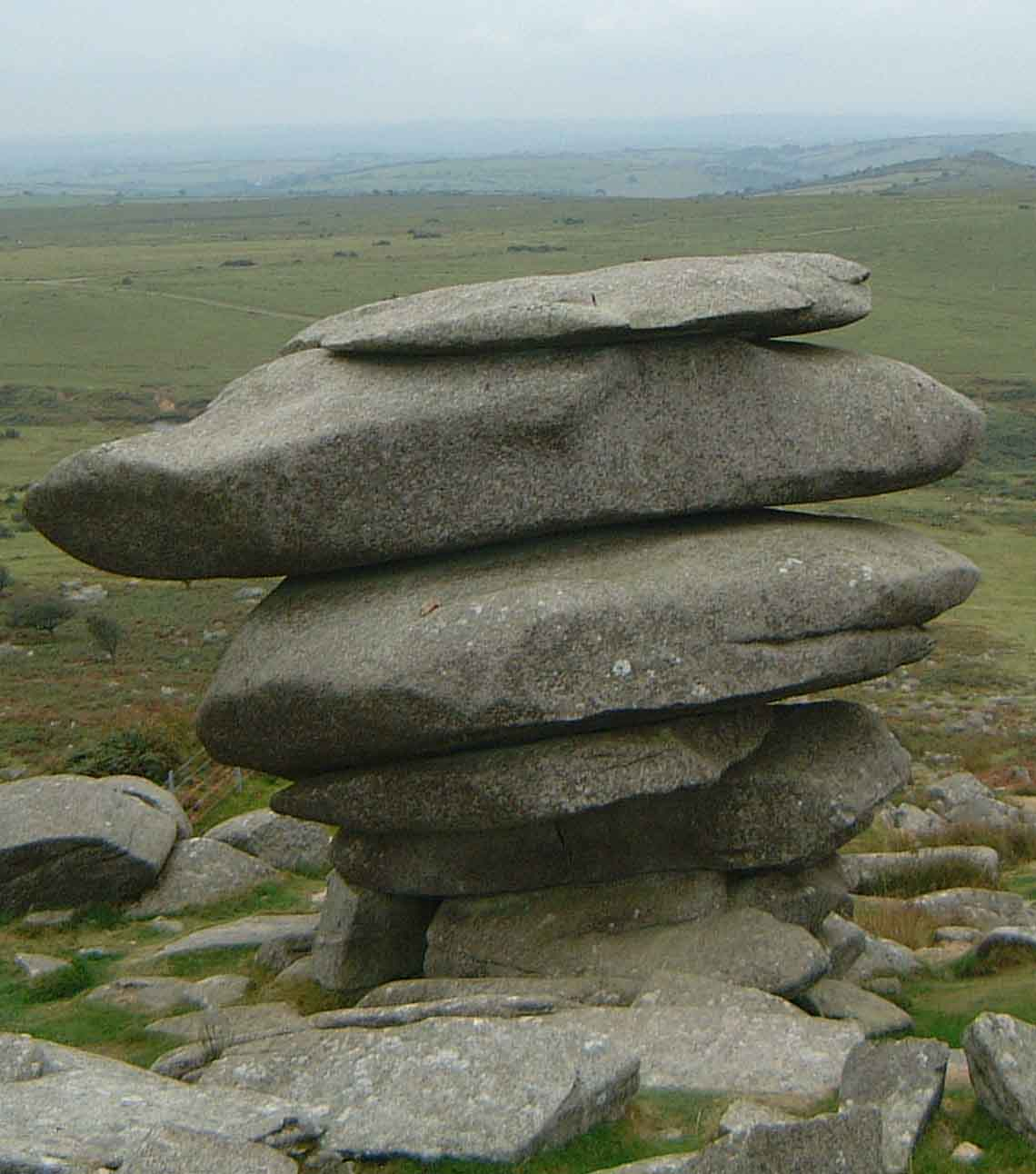
Un tor granitico.

Il granito è una delle rocce maggiormente apprezzate dagli arrampicatori, grazie alla sua grande aderenza e ai suoi sistemi di fratture. Alcune delle località più conosciute per arrampicare sul granito sono il parco nazionale di Yosemite, lo Joshua Tree National Park, il massiccio del Monte Bianco (soprattutto nel gruppo del Mont Blanc du Tacul, l'Aiguilles du Dru e l'Aiguille du Midi), la Val Masino, la Sardegna (Aggius, Palau), la Corsica, il Karakorum e il massiccio di Cima d'Asta in Trentino.